# Unutarnje zemlje (Japan)
Unutarnje zemlje (jap. 内地 naichi) bio je predratni (prije drugoga svjetskog rata) službeni naziv za teritorije Japana kojim se razlikovalo "unutarnji" od "vanjskih" teritorija (gaichi), a to su bile japanske kolonije u istočnoj Aziji. Nakon Drugoga svjetskog rata taj izraz više nije bio uobičajen, ali je ostao u uporabi kao neslužbeni izraz za razlikovati ostatak Japana od otočja Ryū Kyū ili Hokkaida. U unutarnji Japan se ubraja nekoliko glavnih otoka (Honshū, Kyūshū, Shikoku, Hokkaidō) te više manjih otoka. To može zbuniti jer Hokkaido je izostavljen u nekim tumačenjima. Izrazom unutarnjeg Japana naziva se najveći otok Honshū. 

## Prošlost
Meijijevski ustav, članak 1. Općeg zakona Kyōtsūhōa (kanji: 共通法, hiragana: きょうつうほう) sadrži nabrojane teritorije koji spadaju u odgovarajuće skupine. Taj zakon nikad nije ukinut, ali izgubio je snagu sprovođenja nakon što je Japan izgubio sve svoje kolonije (gaichi) nakon Drugoga svjetskog rata. 
- Karafuto, prefektura (poslije 1943.)
- Kurilski otoci (japanski: otočje Kuriru, jap. romaji Kuriru rettō, kanji クリル列島 / ili otočje Chishima, romaji: Chishima rettō, kanji 千島列島, hiragana ちしまれっとう )
- Hokkaidō ( kanji 北海道, hiragana ほっかいどう )
- Honshū ( kanji 本州, hiragana ほんしゅう )
- Shikoku ( kanji 四国, hiragana しこく )
- Kyūshū ( kanji 九州, hiragana きゅうしゅう )
- Izu (otočje) (kanji 伊豆諸島, hiragana いずしょとう, romaji Izu-shotō)
- Ogasawara (otočje) (kanji 小笠原群島, hiragana おがさわらぐんとう, romaji Ogasawara guntō ), zvani i otočje Bonin (od japanskog bunin 無人, romaji: mujin za nenaseljeno) i Nadbiskupovi otoci (Yslas del Arzobispo)
- Okinawa, prefektura (kanji 沖縄県, romaji Okinawa-ken, okinavski ウチナー Uchinaa,[1] kunigami フチナー Fuchinaa[2]
- mali vanjski otoci oko njih.

## Danas
Ponekad otočani Hokkaida i Okinawe riječju naichi služe se kad govore o unutarnjim otocima, ali bez ovih krajeva. Kolokvijalna uporaba službeno je neispravna, jer oba područja su po zakonu unutar naichija. Na Hokkaidu službeni naziv kojim se naziva Japan izuzimajući Hokkaidō je Dōgai ("izvan Hokkaida"). Porastom uporabe pojma Dōgai u kolokvijalnom govoru, naichi se sve manje rabio.
Izraz "glavni otoci" primjenjuje se na Honshū, Kyūshū, Shikoku, Hokkaidō i Okinawu. Ostalih oko 6.847 otoka naziva se "udaljenim otocima".